# Федоренко Валентин Григорович
Валенти́н Григо́рович Федоре́нко (12 червня 1935, Вознесенськ —5 квітня 2020, Київ) — фахівець у галузі організації будівництва, доктор економічних наук (1991), професор (1992), заслужений діяч науки і техніки України (2006), майстер спорту з вітрильного спорту (1971), перший віцепрезидент Спілки будівельників України (1991), почесний президент Федерації вітрильного спорту України (1992), ректор Інституту підготовки кадрів державної служби зайнятості України.

## Біографія
Народився 12 червня 1935 року у Вознесенську.
У 1958 році закінчив Одеський інженерно-будівельний інститут. З 1958 по 1962 рік працював на шахті в м. Караганда. У 1962 році закінчив вищі академічні курси при Військово-повітряній академії ім. Можайського.
З 1965 по 1969 — заступник керівника тресту «Луганськжитлобуд». З 1969 по 1974 — начальник обласного управління будівництва Ворошиловградського облвиконкому народних депутатів. З 1975 по 1981 — завідувач відділу Ворошиловградського обкому КПУ.
З 1981 по 1993 — голова профспілки будівельників і робітників промисловості будівельних матеріалів України. З 1992 року — професор кафедри організації і управління будівництвом Київського університету будівництва і архітектури.
Помер 5 квітня 2020 року в Києві.

## Наукова робота
Сфера наукових інтересів: розроблення теоретичних і економічних процесів у господарстві, прогнозування кон'юнктури ринку в окремих галузях економіки, удосконалення системи керування та державного регулювання будівельного комплексу України.
Був радником комітету з науки і освіти Верховної Ради України, членом Національного олімпійського комітету України. Брав активну участь в будівництві найбільших в СРСР будов: доменних печей у Кривому Розі та Алчевську, прокатного стану «3000» на заводі «Азовсталь» в Маріуполі, будівництві ракетного полігону «Байконур» і т. д.. Був головним редактором науково-практичного журналу «Економіка та держава» і «Ринок праці та зайнятість населення».
У 1983 році захистив кандидатську, а в 1992 році — докторську дисертацію. Автор 430 наукових праць в галузі інвестицій та економічного прогнозування, засновник напряму економічної науки — інвестознавства. Підготував 2 докторів економічних наук, 12 докторів економіки, 18 докторів філософії в економіці, 5 кандидатів економічних наук. Був членом Експертної ради ВАК України.

### Основні праці
За ЕСУ:
- Інвестиційні процеси в промисловості України. — К., 2001;
- Шляхи підвищення інвестиційної діяльності в Україні. — К., 2003;
- Економічні та організаційно-правові аспекти іноземних інвестицій в Україні. — Ірпінь, 2004 (співавтор);
- Інвестиційно-інноваційний розвиток промисловості України. — К., 2009;
- Управління містобудівними процесами в регіонах: теорія, методологія та практика реалізації. — Л., 2009 (співавтор);
- Інвестиційно-інноваційний розвиток підприємницької діяльності в Україні. — К., 2019 (співавтор)[1].

## Нагороди
- Майстер спорту з вітрильного спорту (1971);
- Заслужений діяч науки і техніки України (2006);
- Премія НАНУ імені В. Глушкова (1997);
- Премія ім. академіка М.мС. Буднікова;
- Міжнародна премія Платона;
- Золота медаль ім. М. Г. Туган-Барановського;
- 2 ордени «Знак Пошани»;
- 3 знаки «Шахтарська слава»;
- «Почесний будівельник Байконура»;
- «Почесний інвестор України»;
- «Відмінник освіти України»[3].